# Nikolaj Ivanovič Avrorski
‎
Nikolaj Ivanovič Avrorski (rusko Николай Иванович Аврорский), sovjetski (ruski) častnik in heroj Sovjetske zveze, * 15. december 1912, Saratov, † 13. april 1989.

## Življenjepis
Leta 1934 je vstopil v Rdečo armado, iz katere pa je izstopil že leta 1936.
Ponovno je bil vpoklican leta 1941, nakar je napredoval do poveljnika strelskega bataljona.
23. septembra 1944 je postal heroj Sovjetske zveze zaradi izkazanega poguma med boji za reko Vistulo.

## Odlikovanja
- heroj Sovjetske zveze: 23. september 1944 (№ 4492)
- 2x red rdeče zvezde: 1942 in 1944